# Simuliinae
Simuliinae là một phân họ ruồi đen bao gồm các loài ruồi lớn trong chi Simulium. Họ này có 2 tông và 25 loài còn sống. Có 5 chi tuyệt chủng được tìm thấy trong các mẫu hóa thạch kỷ Creta.